# قاراوا (سقز)
قرية قاراوا (بالكردية: قاراوا) هي إحدى القرى التابعة لـسرا في ريف قسم مركزي من مقاطعة سقز، في محافظة كردستان الإيرانية.

## السكان
حسب إحصاءات سنة 2006، بلغ إجمالي السكان في قاراوا 561 نسمة وعدد المساكن 116 مسكن. لغة سكان قاراوا هي اللغة الكردية و هم من أهل السنة والجماعة والمذهب الشافعي.